# Liga ACB 1999-00
La temporada 1999-00 de la Liga ACB fue la 18.ª edición de la competición, y enfrentó a 18 equipos en la liga regular, y después a los 8 mejores en el playoff. El Real Madrid Teka se proclamó como campeón de la competición tras imponerse en la final del playoff al F. C. Barcelona. Ambos habían sido los primeros de la liga regular, aunque el F. C. Barcelona primero y el Real Madrid CF segundo. El descenso de categoría fue para dos clubes ilustres en aquel momento, el TDK Manresa tras quince temporadas consecutivas en la élite y para el León Caja España que llevaba diez temporadas en ACB.

## Equipos participantes
| Club                      | Ciudad      | Estadio                             | Capacidad | 1998-99 |
| ------------------------- | ----------- | ----------------------------------- | --------- | ------- |
| F. C. Barcelona           | Barcelona   | Palau Blaugrana                     | 5.500     | 1º      |
| Pinturas Bruguer Badalona | Badalona    | Pabellón del Joventut               | 5.700     | 10º     |
| TDK Manresa               | Manresa     | Pavelló Nou Congost                 | 5.000     | 11º     |
| Casademont Girona         | Gerona      | Pabellón Municipal Gerona-Fontajau  | 5.500     | 8º      |
| Adecco Estudiantes        | Madrid      | Palacio de Deportes de Madrid       | 12.000    | 5º      |
| Jabones Pardo Fuenlabrada | Fuenlabrada | Polideportivo Fernando Martín       | 5.700     | 7º      |
| Real Madrid Teka          | Madrid      | Palacio de Deportes de Madrid       | 12.000    | 2º      |
| Caja San Fernando         | Sevilla     | Palacio de los Deportes de Sevilla  | 7.626     | 3º      |
| Unicaja Málaga            | Málaga      | Polideportivo Ciudad Jardín         | 5.000     | 9º      |
| León Caja España          | León        | Palacio de los Deportes de León     | 5.100     | 16º     |
| Fórum Valladolid C. B.    | Valladolid  | Polideportivo Pisuerga              | 7.000     | 13º     |
| Cabitel Gijón Baloncesto  | Gijón       | Palacio de Deportes de Gijón        | 5.200     | LEB     |
| Canarias Telecom          | Las Palmas  | Centro Insular de Deportes          | 5.200     | 14º     |
| Cantabria Lobos           | Torrelavega | Pabellón Vicente Trueba             | 2.688     | 15º     |
| Pamesa Valencia           | Valencia    | Pabellón Fuente de San Luis         | 8.500     | 6º      |
| Cáceres C. B.             | Cáceres     | Pabellón Universitario V Centenario | 2.500     | 12º     |
| Breogán Universidade      | Lugo        | Pazo dos Deportes                   | 5.310     | LEB     |
| TAU Cerámica              | Vitoria     | Araba Arena                         | 9.500     | 4º      |

## Liga regular

### Clasificación final
| Pos | Equipo                    | J  | G  | P  | PF   | PC   |
| --- | ------------------------- | -- | -- | -- | ---- | ---- |
| 1   | F.C. Barcelona            | 34 | 26 | 8  | 2545 | 2234 |
| 2   | Real Madrid Teka          | 34 | 23 | 11 | 2561 | 2335 |
| 3   | Adecco Estudiantes        | 34 | 23 | 11 | 2507 | 2376 |
| 4   | Caja San Fernando         | 34 | 22 | 12 | 2402 | 2297 |
| 5   | TAU Cerámica              | 34 | 21 | 13 | 2696 | 2500 |
| 6   | Pamesa Valencia           | 34 | 20 | 14 | 2703 | 2528 |
| 7   | Canarias Telecom          | 34 | 19 | 15 | 2435 | 2479 |
| 8   | Unicaja Málaga            | 34 | 19 | 15 | 2412 | 2370 |
| 9   | Cáceres C. B.             | 34 | 17 | 17 | 2450 | 2467 |
| 10  | Casademont Girona         | 34 | 16 | 18 | 2523 | 2473 |
| 11  | Pinturas Bruguer Badalona | 34 | 16 | 18 | 2640 | 2650 |
| 12  | Fórum Valladolid C. B.    | 34 | 15 | 19 | 2342 | 2444 |
| 13  | Breogán Universidade      | 34 | 15 | 19 | 2432 | 2522 |
| 14  | Jabones Pardo Fuenlabrada | 34 | 11 | 23 | 2471 | 2563 |
| 15  | Cantabria Lobos           | 34 | 11 | 23 | 2345 | 2619 |
| 16  | Cabitel Gijón Baloncesto  | 34 | 11 | 23 | 2332 | 2570 |
| 17  | TDK Manresa               | 34 | 11 | 23 | 2336 | 2487 |
| 18  | León Caja España          | 34 | 10 | 24 | 2296 | 2514 |

|  | Campeón, Euroliga                 |
|  | Clasificados para la Euroliga     |
|  | Clasificados para la Copa Saporta |
|  | Clasificados para la Copa Korać   |
|  | Descienden a Liga LEB             |

J = Partidos Jugados; G = Partidos Ganados; P = Partidos perdidos; PF = Puntos a favor; PC = Puntos en contra

## Play Off por el título
|  | Cuartos de final     | Cuartos de final |                    |                      | Semifinales | Semifinales |  |                   | Final | Final |  |
|  |                      |                  |                    |                      |             |             |  |                   |       |       |  |
|  |                      |                  |                    |                      |             |             |  |                   |       |       |  |
|  | 1 F.C. Barcelona     | 3                |                    |                      |             |             |  |                   |       |       |  |
|  | 1 F.C. Barcelona     | 3                |                    |                      |             |             |  |                   |       |       |  |
|  | 8 Unicaja Málaga     | 2                |                    |                      |             |             |  |                   |       |       |  |
|  | 8 Unicaja Málaga     | 2                |                    | 1 F.C. Barcelona     | 3           |             |  |                   |       |       |  |
|  |                      |                  |                    | 1 F.C. Barcelona     | 3           |             |  |                   |       |       |  |
|  |                      |                  | 5 TAU Cerámica     | 1                    |             |             |  |                   |       |       |  |
|  | 4 Caja San Fernando  | 1                | 5 TAU Cerámica     | 1                    |             |             |  |                   |       |       |  |
|  | 4 Caja San Fernando  | 1                |                    |                      |             |             |  |                   |       |       |  |
|  | 5 TAU Cerámica       | 3                |                    |                      |             |             |  |                   |       |       |  |
|  | 5 TAU Cerámica       | 3                |                    |                      |             |             |  | 1 F. C. Barcelona | 2     |       |  |
|  |                      |                  |                    |                      |             |             |  | 1 F. C. Barcelona | 2     |       |  |
|  |                      |                  | 2 Real Madrid Teka | 3                    |             |             |  |                   |       |       |  |
|  | 3 Adecco Estudiantes | 3                | 2 Real Madrid Teka | 3                    |             |             |  |                   |       |       |  |
|  | 3 Adecco Estudiantes | 3                |                    |                      |             |             |  |                   |       |       |  |
|  | 6 Pamesa Valencia    | 0                |                    |                      |             |             |  |                   |       |       |  |
|  | 6 Pamesa Valencia    | 0                |                    | 3 Adecco Estudiantes | 2           |             |  |                   |       |       |  |
|  |                      |                  |                    | 3 Adecco Estudiantes | 2           |             |  |                   |       |       |  |
|  |                      |                  | 2 Real Madrid Teka | 3                    |             |             |  |                   |       |       |  |
|  | 2 Real Madrid Teka   | 3                | 2 Real Madrid Teka | 3                    |             |             |  |                   |       |       |  |
|  | 2 Real Madrid Teka   | 3                |                    |                      |             |             |  |                   |       |       |  |
|  | 7 Canarias Telecom   | 0                |                    |                      |             |             |  |                   |       |       |  |
|  | 7 Canarias Telecom   | 0                |                    |                      |             |             |  |                   |       |       |  |
|  |                      |                  |                    |                      |             |             |  |                   |       |       |  |

| Campeón de la Liga ACB 1999-00          |
| --------------------------------------- |
| Real Madrid Teka Vigésimo octavo título |

## Nominaciones

### MVP de la Temporada
| Posición  | Jugador          | Equipo            |
| --------- | ---------------- | ----------------- |
| Ala-pívot | Darryl Middleton | Casademont Girona |

### MVPde la final
| Posición | Jugador        | Equipo           |
| -------- | -------------- | ---------------- |
| Escolta  | Alberto Angulo | Real Madrid Teka |

### Jugador de la jornada
| Jornada | Jugador             | Equipo                    | Valoración |
| ------- | ------------------- | ------------------------- | ---------- |
| 1       | Darryl Middleton    | Casademont Girona         | 35         |
| 2-3     | Danya Abrams        | Cáceres CB                | 40         |
| 4       | Alberto Herreros    | Real Madrid Teka          | 34         |
| 5       | César Sanmartín     | Breogán Universidade      | 38         |
| 6       | Tanoka Beard        | Pamesa Valencia           | 36         |
| 7       | Deon Thomas         | Canarias Telecom          | 33         |
| 8       | Nate Higgs          | TDK Manresa               | 37         |
| 9       | David Vaughn        | Cantabria Lobos           | 36         |
| 10      | Darryl Middleton    | Casademont Girona         | 41         |
| 11      | Mike Smith          | Caja San Fernando         | 28         |
| 12      | Tanoka Beard        | Pamesa Valencia           | 34         |
| 13      | Darryl Middleton    | Casademont Girona         | 44         |
| 14      | Andre Turner        | Caja San Fernando         | 41         |
| 15      | Larry Stewart       | Casademont Girona         | 30         |
| 16      | Richard Scott       | Caja San Fernando         | 35         |
| 17      | Bernard Hopkins     | Pamesa Valencia           | 37         |
| 18      | Bernard Hopkins     | Pamesa Valencia           | 41         |
| 19      | Marc Jackson        | Cantabria Lobos           | 39         |
| 20      | Dyron Nix           | Cantabria Lobos           | 29         |
| 20      | Jorge Racca         | Canarias Telecom          | 29         |
| 21      | Nacho Rodilla       | Pamesa Valencia           | 40         |
| 22      | Raül López          | Pinturas Bruguer Badalona | 32         |
| 23      | Ferran Martínez     | Pinturas Bruguer Badalona | 37         |
| 24      | Marc Jackson        | Cantabria Lobos           | 37         |
| 25      | Tanoka Beard        | Pamesa Valencia           | 34         |
| 26      | Veljko Mršić        | Unicaja Málaga            | 31         |
| 27      | Aleksandar Đorđević | Real Madrid Teka          | 30         |
| 28      | Aleksandar Đorđević | Real Madrid Teka          | 34         |
| 29      | Terquin Mott        | Cabitel Gijón Baloncesto  | 54         |
| 30      | Bernard Hopkins     | Pamesa Valencia           | 39         |
| 31-32   | Amal McCaskill      | León Caja España          | 35         |
| 33      | Deon Thomas         | Canarias Telecom          | 34         |
| 34      | Askia Jones         | Pinturas Bruguer Badalona | 37         |

### Jugador del mes
| Mes        | Jornadas | Jugador           | Equipo                    | Valoración |
| ---------- | -------- | ----------------- | ------------------------- | ---------- |
| Septiembre | 1-5      | Danya Abrams      | Cáceres CB                | 28,2       |
| Octubre    | 6-10     | Tanoka Beard      | Pamesa Valencia           | 24,8       |
| Noviembre  | 11-13    | Velimir Perasović | Jabones Pardo Fuenlabrada | 36,3       |
| Diciembre  | 14-18    | Bernard Hopkins   | Pamesa Valencia           | 27,2       |
| Enero      | 19-21    | Alberto Herreros  | Real Madrid Teka          | 27,7       |
| Febrero    | 22-25    | Larry Stewart     | Casademont Girona         | 27         |
| Marzo      | 26-29    | Darryl Middleton  | Casademont Girona         | 28,3       |
| Abril      | 30-34    | Darryl Middleton  | Casademont Girona         | 28,6       |

| Predecesor: Temporada 1998-99 | Liga ACB 1999-00 | Sucesor: Temporada 2000-01 |

- Datos: Q2606325